# Rindert Kromhout
Rindert Kromhout van der Meer (Rotterdam, 9 augustus 1958) is een Nederlandse kinderboekenschrijver.

## Biografie
Rindert Kromhout woonde als kind twee jaar lang in kindertehuizen. In deze periode (1971-1973) gaat hij naar de LOM-school in Utrecht en voelt zijn eerste roeping: bioloog of dierenarts. Hij ziet er echter van af als hij ontdekt dat je voor deze beroepen lang moet leren. Daarna gaat hij naar de avondmavo en volgt hij een opleiding tot kleuterleider. Ondertussen begint hij kinderverhalen te schrijven. In 1980 haalt hij zijn diploma, maar tot een baan in het onderwijs komt het nooit. Alles wat hij in die tijd over kinderen geleerd heeft komt wel goed van pas bij het schrijven van kinderboeken.
In 1985 bezoekt Rindert Kromhout Rome voor het eerst. Deze kennismaking krijgt een naar einde als Palestijnse terroristen het vliegveld binnenstormen terwijl hij op zijn vlucht naar huis wacht. Zestien mensen worden doodgeschoten. Deze afschuwelijke ervaring maakt diepe indruk op hem. Later, in 1995, schrijft hij hierover in De taal van Ennio, een boek voor volwassenen.
Tussen 1987 en 1988 woont hij twee keer in Rome voor een half jaar. Zijn liefde voor Italië is in heel wat van zijn boeken terug te vinden. In 1989 verhuist hij naar Amsterdam en sinds 2007 woont hij in Weesp.

## Schrijverscarrière
In 1978 verschijnt zijn eerste verhaal in de Donald Duck. Vanaf 1982 is Rindert Kromhout beroepsschrijver. Kort daarna begint hij recensies over kinderboeken te schrijven voor De Volkskrant. Deze worden later gebundeld in het boek Van Grauwe Griffel tot Gouden Gniffel. In 2002 schrijft hij het kinderboekenweekgeschenk, Boris en het woeste water.
Inmiddels bestaat het oeuvre van Rindert Kromhout uit meer dan honderd boeken en prentenboeken, gepubliceerd bij o.a. Zwijsen, Leopold en Querido.
In 2010 schreef hij het succesboek Soldaten huilen niet, waarmee hij in 2011 de Thea Beckmanprijs won. Dit boek was het eerste deel van de Charleston-trilogie, die Kromhout in de periode 2010-2014 over de Bloomsbury-groep rond Vanessa Bell en Virginia Woolf schreef. De verhalen, waarin feit en fictie samenvloeien, zijn veelal geschreven vanuit het perspectief van Quentin Bell, de jongste zoon van Vanessa Bell. De overige delen van de trilogie zijn: April is de wreedste maand en Vertel me wie we waren.
Zijn boeken zijn in veertien talen vertaald (Duits, Deens, Spaans, Catalaans, Japans, Engels, Italiaans, Koreaans, Zweeds, Turks, Chinees, Grieks, Portugees en Hindi).
Rindert Kromhout heeft meerdere literaire prijzen ontvangen in binnen- en buitenland.

## Persoonlijk
Kromhout woont samen met politicus en hoogleraar Eric Smaling, met wie hij tevens enkele boeken schreef.

## Bekroningen
- 1987 Olaf de rover — Vlag en wimpel van de Griffeljury
- 1990 Hens up! — Prijs van de Nederlandse Kinderjury
- 1991 Peppino — Zilveren Griffel
- 1994 Erge Ellie en nare Nellie — Prijs van de Nederlandse Kinderjury
- 1996 Rare vogels — Vlag en wimpel van de Griffeljury
- 1999 Wat staat daar? - Pluim van de maand
- 2001 Een grote ezel — Kiekeboekprijs
- 2002 Kleine Ezel en jarige Jakkie - Pluim van de maand
- 2003 Kleine Ezel en jarige Jakkie — Heidelberger Leander en Oostenrijkse Kinder- en Jeugdboekenprijs
- 2007 Eremedaille — Nederlandse Kinderjury
- 2010 Kleine Ezel en de durfal — Vlag en wimpel van de Griffeljury
- 2011 Soldaten huilen niet — Gouden Lijst,[2] Thea Beckman-prijs, Nominatie Kinderboekwinkel prijs en Top 3 Publieksprijs Dioraphte Jongerenliteratuur Prijs
- 2021 De naam van mijn vader - nominatie Woutertje Pieterse Prijs